# Man from Montreal
Man from Montreal è un film del 1939 diretto da Christy Cabanne.

## Produzione
Il film, che fu prodotto dalla Universal Pictures, venne girato a Big Bear, in California. La lavorazione iniziò ai primi di settembre 1939.
Girato in bianco e nero, per il sonoro del film fu utilizzato il sistema Western Electric Mirrophonic Recording.

## Distribuzione
Il copyright del film, richiesto dalla Universal Pictures Co., fu registrato l'8 novembre 1939 con il numero LP9230.
Distribuito dalla Universal Pictures, il film uscì nelle sale cinematografiche statunitensi il 9 dicembre 1939.